# Laterallus flaviventer
La schiribilla pettogiallo (Laterallus flaviventer (Boddaert, 1783)) è un uccello della famiglia dei Rallidi originario dei Caraibi e della vasta regione compresa tra il Messico meridionale e il Sudamerica sud-orientale.

## Tassonomia
Attualmente vengono riconosciute cinque sottospecie di schiribilla pettogiallo:
- L. f. gossii (Bonaparte, 1856) (Cuba e Giamaica);
- L. f. hendersoni (Bartsch, 1917) (Hispaniola e Porto Rico);
- L. f. woodi (van Rossem, 1934) (regione compresa tra il Messico centrale e la Costa Rica nord-occidentale);
- L. f. bangsi (Darlington, 1931) (Colombia settentrionale);
- L. f. flaviventer (Boddaert, 1783) (regione che va da Panama alla Guiana e, verso sud, attraverso il Brasile, fino all'Argentina settentrionale).

## Descrizione
La schiribilla pettogiallo è un Rallide di piccole dimensioni, lungo appena 12,5–14 cm. Presenta la sommità del capo e una striscia che corre attraverso l'occhio di colore nero, oltre a un'altra striscia bianca che si estende sopra la regione facciale e l'occhio; dorso e groppa, prevalentemente neri, presentano una serie di strisce bianche; la superficie esterna delle ali è di colore marrone, mentre quella interna è nera; la gola, i lati del collo e il petto sono di colore camoscio-giallastro chiaro, ancora più chiaro sulla gola; l'addome è bianco; i fianchi e il sottoala sono marcati da strisce bianche e nere. L'iride è bruno-rossastra, il becco è color oliva scuro e le zampe sono di colore giallo sporco. I sessi sono simili.

## Distribuzione e habitat
La schiribilla pettogiallo è presente nelle Grandi Antille, dal Messico meridionale fino a Panama, nella zona compresa tra Colombia, Ecuador e Guiana, a Trinidad, in Brasile, Bolivia, Paraguay, Uruguay e Argentina settentrionale.
Si incontra prevalentemente nelle paludi di acqua dolce.

## Biologia
La schiribilla pettogiallo ha abitudini crepuscolari. Sebbene trascorra le ore diurne soprattutto nascosta tra la vegetazione, a volte esce fuori allo scoperto per nutrirsi di prima mattina o, per meno tempo, verso il tramonto. Non è una creatura particolarmente sfuggente, ma è lo stesso difficile da vedere a causa delle sue piccole dimensioni e della folta vegetazione in cui è solita risiedere. Si sposta tra le erbe e i canneti, e corre rapidamente sulla vegetazione galleggiante, talvolta sbattendo le ali per evitare di affondare nell'acqua; è anche in grado di arrampicarsi con facilità tra la vegetazione più intricata. Quando è in volo, tiene le zampe e la testa penzoloni. Poco dopo l'alba si arrampica sulla sommità delle piante erbacee per scaldarsi al primo sole del mattino. In alcune zone, sembra raggrupparsi in piccoli gruppi, ma generalmente vive da sola o in coppie.
Si nutre di piccoli Gasteropodi, ragni e insetti, come larve di Ditteri, Coleotteri, Imenotteri (Formicidi) e Ortotteri. Talvolta mangia anche semi, specialmente quelli delle piante erbacee. Va in cerca di cibo nelle distese fangose o tra la vegetazione galleggiante, nonché nelle zone più aperte delle paludi.
La stagione della nidificazione varia a seconda dell'areale: maschi pronti a riprodursi sono stati catturati a El Salvador in agosto, in Costa Rica a luglio, a Porto Rico in marzo e a Trinidad in febbraio; esemplari immaturi sono stati visti a febbraio in Colombia, mentre in Argentina delle coppie con i piccoli sono state viste in ottobre. Le uova, in numero di 3-5, sono di colore variabile dal crema chiaro al biancastro, e macchiettate da puntolini marroni o color lavanda. I pulcini vengono accuditi da entrambi i genitori.